# Моя чарівна леді (серіал, 2016)
Моя чарівна леді також відомий як О моя Ким Бі (кор. 오 마이 금비) — південнокорейський мелодраматичний серіал що транслювався щосереди та щочетверга з 16 листопада 2016 по 5 січня 2017 року на телеканалі KBS2.

## Сюжет
Ю Ким Бі намагається жити як звичайна десятирічна дівчинка, ходити до школи та грати з друзями, але вона розуміє що їй ніколи не стати дорослою. Ким Бі має невиліковну генетичну хворобу Німанн — Піка, яка поступово позбавляє її пам'яті та можливості рухатися. До того ж її мати має проблеми з алкоголем та веде розгульний стиль життя, і зовсім небажає піклуватися про доньку. Одного разу непутяща мати зникла, залишивши доньці записку з ім'ям та адресою людини, стверджуючи що то батько Ким Бі який по неї подбає. Знайшовши цього чоловіка, Ким Бі бачить перед собою невдаху в якого навіть немає житла, і він змушений ночувати в своїй автівці. Ким Бі вирішує спробувати змінити життя Хві Чхоля та зробити з нього порядну людину. Але головна її мрія змінити стиль життя матері, але чи встигне Ким Бі здійснити свою мрію, бо часу в неї залишається все менше.

## Акторський склад

### Головні ролі
- Хо Чон Ин[en] — у ролі Ю Ким Бі[1]. Десятилітня дівчинка яка звикла покладатися лише на себе, та цінувати кожну хвилину.
- О Чі Хо — у ролі Мо Хві Чхоля. Шахрай в житті якого одного разу з'являється дівчинка на ім'я Ким Бі яка стверджує що він її батько. Оскільки в Хві Чхоля дійсно були нетривалі стосунки з матір'ю дівчинки, він припускає що це може бути правдою. Але за короткий час він настільки прив'язується до Ким Бі, що йому стає байдуже, чи насправді вона його біологічна донька чи ні.
- Пак Чін Хі[en] — у ролі Ко Кан Хі[2]. Самотня багата жінка яка не може пробачити собі того, що в юності, через її необачність загинула її молодша сестра. Волею долі зустрівши Ким Бі, знаходить в ній так необхідне для себе полегшення. Невдовзі вона пропонує Ким Бі з батьком переїхати до неї.
- О Юн А[en] — у ролі Ю Чу Йон. Непутяща мати Ким Бі.

### Другорядні ролі
- Лі Чі Хун[en] — у ролі Чха Чхі Су. Колишній друг Хві Чхоля, який намагався помститися йому за зраду. Але познайомившись та дізнавшись історію Ким Бі, вирішує заради неї пробачити колишньому другу його провину.
- Лі Ін Хє[en] — у ролі Хо Че Кьон. Шахрайка яка вдає з себе адвоката.
- Кан Сон Чжін[en] — у ролі Ко Чун Пхіля. Старший брат Кан Хі який намагається привласнити більшу частину спадку батьків.
- Со Хьон Чхоль — у ролі Кон Гіль Хо. Шахрай який працював разом з Че Кьон та Хві Чхолем.
- Кім До Хьон — у ролі Чхве Че Чжіна. Лікар. Знайомий Кан Хі.
- Кім Де Чон — у ролі Кім У Хьона. Лікар центру генетичних паталогій.
- Чон Ин Со[en] — у ролі Со Хі. Молода шаманка, провісниця долі.
- Ім Хє Йон — у ролі Кан Мін А. Молода вчителька, класний керівник Ким Бі.
- Пак Мін Су — у ролі Хван Че Ха. Однокласник та найкращий друг Ким Бі.
- Кан Чі У — у ролі Хон Сіл Ли. Однокласниця Ким Бі. Донька багатих батьків. Постійно дошкуляє Ким Бі оскільки ревнує її до Че Ха.
- Кім Ї Гап — у ролі Чо Сон Гапа. Залицяльник Чу Йон.

### Камео
- Ін Кьо Чжін — у ролі власника автосервісу.

## Рейтинги
- Найнижчі рейтинги позначені синім кольором, а найвищі — червоним кольором.

| Серія | Прем'єра          | Рейтинг        | Рейтинг      | Рейтинг        | Рейтинг     |
| Серія | Прем'єра          | TNmS Ratings   | TNmS Ratings | AGB Nielsen    | AGB Nielsen |
| Серія | Прем'єра          | По всій країні | Сеул         | По всій країні | Сеул        |
| ----- | ----------------- | -------------- | ------------ | -------------- | ----------- |
| 1     | 16 листопада 2016 | 5,1 %          | 5,4 %        | 5,9 %          | 6,6 %       |
| 2     | 17 листопада 2016 | 5,6 %          | 6,6 %        | 6,5 %          | 7,5 %       |
| 3     | 23 листопада 2016 | 4,4 %          | 4,6 %        | 5,7 %          | 5,9 %       |
| 4     | 24 листопада 2016 | 4,5 %          | 5,2 %        | 5,2 %          | 5,9 %       |
| 5     | 30 листопада 2016 | 4,8 %          | 5,1 %        | 5,2 %          | 5,5 %       |
| 6     | 1 грудня 2016     | 5 %            | 5,9 %        | 5,5 %          | 6,4 %       |
| 7     | 7 грудня 2016     | 5,6 %          | 6,5 %        | 5,8 %          | 6,7 %       |
| 8     | 8 грудня 2016     | 5 %            | 5,%          | 6 %            | 6,5 %       |
| 9     | 14 грудня 2016    | 5 %            | 5,5 %        | 5,7 %          | 6,4 %       |
| 10    | 15 грудня 2016    | 5,6 %          | 5,9 %        | 6,3 %          | 6,6 %       |
| 11    | 21 грудня 2016    | 5,6 %          | 6,3 %        | 6,4 %          | 6,6 %       |
| 12    | 22 грудня 2016    | 5,1 %          | 5,3 %        | 7 %            | 6,8 %       |
| 13    | 28 грудня 2016    | 5,7 %          | 5,9 %        | 6,8 %          | 7 %         |
| 14    | 4 січня 2017      | 5,6 %          | 5,8 %        | 6,1 %          | 6,3 %       |
| 15    | 5 січня 2017      | 6,1 %          | 6,7 %        | 7,2 %          | 7,8 %       |
| 16    | 11 січня 2017     | 5,2 %          | 5,9 %        | 5,6 %          | 6,3 %       |

## Нагороди
| Рік  | Нагорода               | Категорія         | Отримувач            | Результат | Примітки |
| ---- | ---------------------- | ----------------- | -------------------- | --------- | -------- |
| 2016 | 30-та Премія KBS драма | Краща юна акторка | Хо Чон Ин            | Перемога  | [ 4 ]    |
| 2016 | 30-та Премія KBS драма | Краща пара        | О Чі Хо та Хо Чон Ин | Перемога  | [ 4 ]    |

## Адаптація
Восени 2018 року в Туреччині відбулася прем'єра серіалу «Кізім» який заснований на сюжеті «О моя Ким Бі». Турецький варіант складається з 34 серій. Головні ролі в адаптації виконують турецькі актори Бугра Гулсой (роль батька) та Берен Гокулдіз (роль доньки).